# Granzay-Gript
Granzay-Gript è un comune francese di 895 abitanti situato nel dipartimento delle Deux-Sèvres nella regione della Nuova Aquitania.

## Società

### Evoluzione demografica
Abitanti censiti